# Шмаївка
Шмаї́вка — село в Україні, у Михайло-Коцюбинській селищній громаді Чернігівського району Чернігівської області. Населення становить 142 осіб. До 2018 орган місцевого самоврядування — Дніпровська сільська рада. Відстань до райцентру становить близько 48 км і проходить автошляхом Р56.

## Історія
Як окремий населений пункт існує після 1945 року, доти був кутком села Навози (Дніпровське).
Неподалік від села розташований пункт пропуску на кордоні з Білоруссю Славутич—Комарин.
12 червня 2020 року, відповідно до розпорядження Кабінету Міністрів України № 730-р «Про визначення адміністративних центрів та затвердження територій територіальних громад Чернігівської області», увійшло до складу Михайло-Коцюбинської селищної громади.
19 липня 2020 року, в результаті адміністративно-територіальної реформи та ліквідації Чернігівського району (1923—2020) Чернігівської області, увійшло до складу новоутвореного Чернігівського району.

## Населення

### Мова
Розподіл населення за рідною мовою за даними :
| Мова       | Кількість | Відсоток |
| ---------- | --------- | -------- |
| українська | 138       | 97.18%   |
| російська  | 4         | 2.82%    |
| Усього     | 142       | 100%     |